# Hubneria campestris
Hubneria campestris là một loài ruồi trong họ Tachinidae.